# Komořany (Most)
Komořany (německy Kommern) je název zaniklé obce v okrese Most v Ústeckém kraji, která se nacházela asi 5 km západně od starého města Mostu v nadmořské výšce 231 metrů. Její katastrální výměra činila 1130 ha. Obec byla zlikvidována v letech 1986–1987 a její katastr byl 1. ledna 1988 přičleněn k Mostu. Dnes jsou Komořany jednou z osmi místních částí statutárního města Mostu a skládají se ze čtyř základních sídelních jednotek: Dřínov, Ervěnice, Komořany u Mostu a Třebušice. Středem bývalé obce dnes prochází dopravní koridor – silnice I/13 z Mostu do Chomutova a železniční trať Ústí nad Labem – Chomutov. Na území obce se rovněž nachází teplárna a elektrárna společnosti United Energy a závod Krušnohorské strojírny.

## Název
Název vesnice ve významu ves Komořanů je odvozen ze skutečnosti, že žili na pozemcích královské komory. V historických pramenech se jméno objevuje ve tvarech: in Komoran (1250), in Chomoran (1254), in Comeran (1341), Cumeran (1353), in komorzanych (1417), Comoran (1425), in Komorzanich (1437 a 1449), Comoran (1439), in komorzanech (1473), w komorzanech (1516), Chomrn (1549), w komorzanech (1555, 1561), ve vsi Komoržanech (1585), ve vsi Komorzanech (1585), Komoržany a Khumern (1591), Komorzany (1595), Cummern (1666), Kommern a Kummern (1846).

## Historie

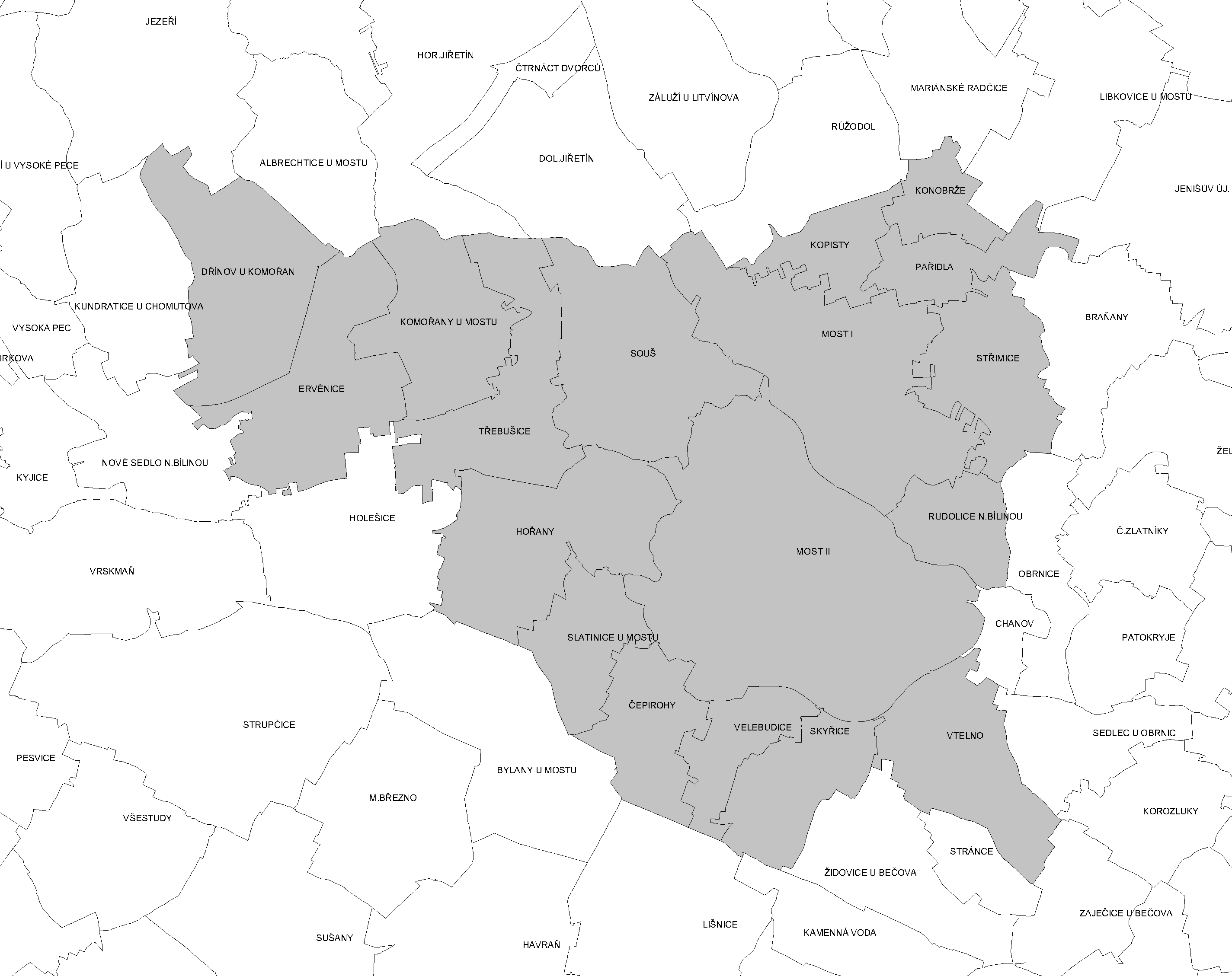
Katastrální území Mostu

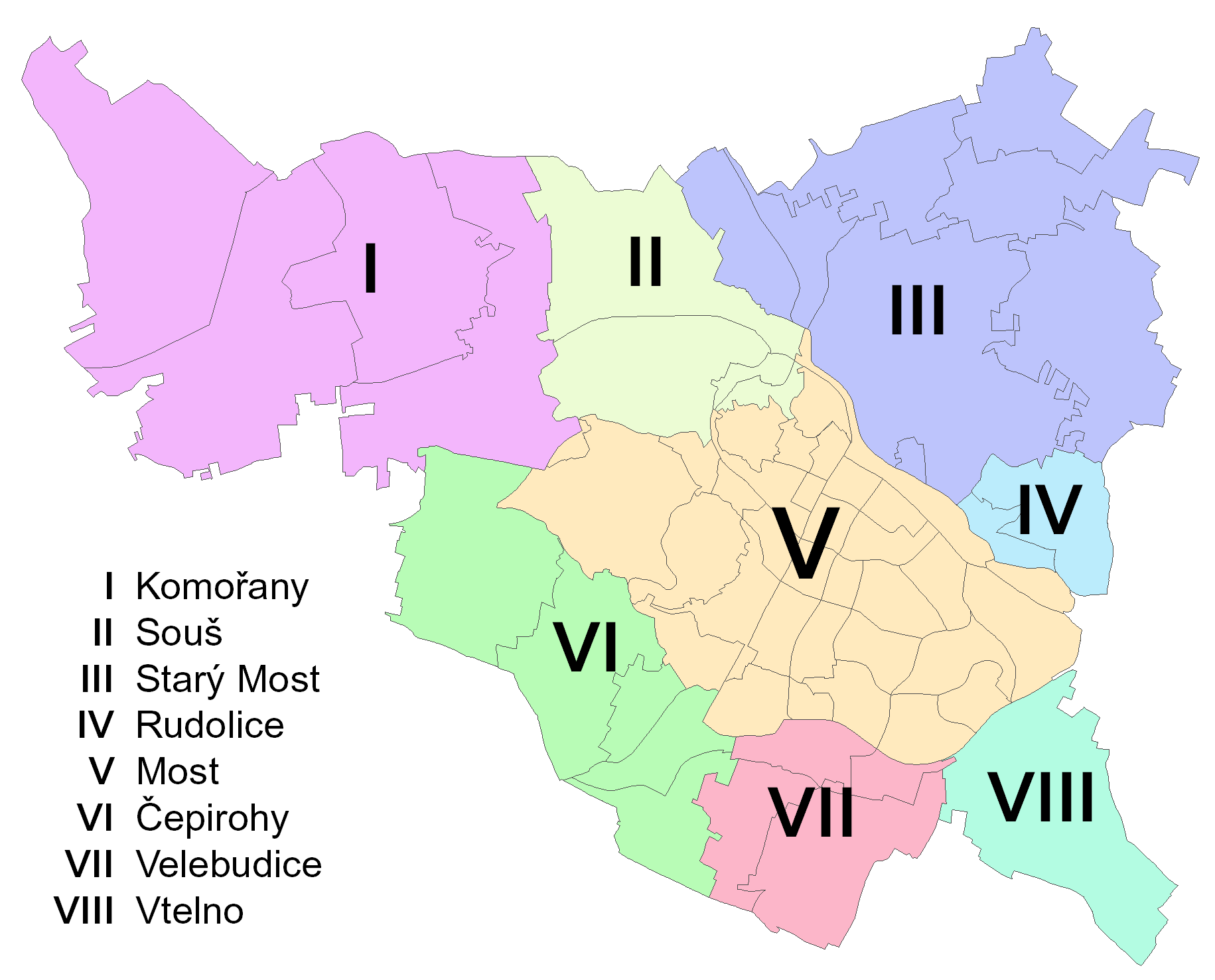
Místní části Mostu

Komořany se nacházely na břehu Komořanského jezera. První písemná zmínka o vesnici pochází z roku 1250, kdy král Václav I. daroval oseckému klášteru polovinu rybářů a část jezera. Ve druhé polovině 15. století byla ves rozdělena mezi několik majitelů. Část vlastnil osecký klášter, část obce patřila k mosteckému hradu a část náležela k panství Červený Hrádek. Tento díl Komořan koupil v roce 1612 Bohuslav z Michalovic, kterému byl ale v roce 1621 za účast na stavovském odboji zkonfiskován a v následném roce prodán Vilému mladšímu z Lobkovic. Když roku 1595 odkoupilo město Most hrad Hněvín od Rudolfa II., získalo zároveň i část obce Komořany. Město prodalo svůj díl Lobkovicům v roce 1689, kteří celou obec zahrnuli do svého panství Nové Sedlo – Jezeří, jehož součástí zůstala obec až do roku 1848.
Obživu obyvatelům Komořan přinášelo především jezero. Postupně se však jezero začalo zanášet bahnem, takže se ve 3třicátých letech 19. století započalo s jeho odvodňováním. Vysušení přispělo k rozvoji zemědělství, z nově vzniklých lokalit se stala úrodná pole a pastviny.
Druhá polovina 19. století znamenala na Mostecku rozmach těžby hnědého uhlí. V okolí obce byl zprovozněn důl Jupiter (1875), následoval důl Germania, pozdější Fortuna (povrchový 1883, hlubinný 1885). Hornictví přispělo k nárůstu počtu obyvatel. Komořany byly od roku 1850 osadou obce Souše, ovšem v této době prudkého rozvoje se osamostatnily.
Během druhé světové války bylo kolem Komořan zřízeno několik táborů nucených prací pro dělníky v dolech a průmyslu. V roce 1943 byl severozápadně od obce zahájen provoz v podniku, který sloužil jako ústřední dílny pro uhelné doly. Rovněž se poblíž obce začala stavět elektrárna Komořany. Tyto skutečnosti ovlivnily vývoj obce i po válce.
V roce 1951 byl zahájen provoz ve zdejší elektrárně, ke které v roce 1958 přibyla ještě druhá. V roce 1963 byla postavena teplárna, která dodnes slouží městům Most a Litvínov (původně i Chomutovu). Teplárnu dnes provozuje společnost United Energy. Druhým významným podnikem jsou Krušnohorské strojírny, které vznikly z původní válečné továrny, po válce přeměněné na Ústřední dílny Komořany.
V roce 1986 započala likvidace obce a k 1. lednu 1988 připadlo její katastrální území městu Most. Komořany jsou jednou z místních částí Mostu, leží v katastrálních územích Komořany u Mostu, Dřínov u Komořan, Ervěnice a Třebušice.

### Tragédie na Dole Jupiter 1902
V úterý 14. ledna 1902 se v odpoledních hodinách do podzemí dolu Jupiter U Komořan provalila voda ze záplavové oblasti Bíliny. V době katastrofy bylo v dole 116 lidí, z nichž se jen 73 zachránilo. Počtem 43 obětí byl průval vod na dole Jupiter jednou z největších katastrof v historii českého hornictví.

## Obyvatelstvo
Při sčítání lidu v roce 1921 ve vsi žilo 2 293 obyvatel (z toho 1 197 mužů), z nichž bylo 1 050 Čechoslováků, 1 224 Němců, jeden příslušník jiné národnosti a osmnáct cizinců. Největší náboženskou skupinou byli římští katolíci, po nich následovali lidé bez vyznání (738) a ostatní církve: deset evangelíků, dva členové církve československé, šest židů a čtyři příslušníci nezjišťovaných církví. Podle sčítání lidu z roku 1930 měla vesnice 2 920 obyvatel: 1 437 Čechoslováků, 1 464 Němců a devatenáct cizinců. Převažovala římskokatolická většina, ale 1 208 lidí bylo bez vyznání, čtrnáct patřilo k evangelickým církvím, jedenáct k církvi československé, sedm k izraelské a tři lidé k nezjišťovaným církvím.
|           | 1869 | 1880 | 1890  | 1900  | 1910  | 1921  | 1930  | 1950  | 1961  | 1970  | 1980 | 1991 | 2001 | 2011 |
| --------- | ---- | ---- | ----- | ----- | ----- | ----- | ----- | ----- | ----- | ----- | ---- | ---- | ---- | ---- |
| Obyvatelé | 450  | 837  | 1 512 | 2 108 | 2 269 | 2 293 | 2 920 | 3 093 | 1 891 | 1 226 | 883  | .    | 1    | 9    |
| Domy      | 80   | 92   | 104   | 136   | 159   | 162   | 269   | 275   | 268   | 229   | 201  | .    | .    | 5    |

## Pamětihodnosti

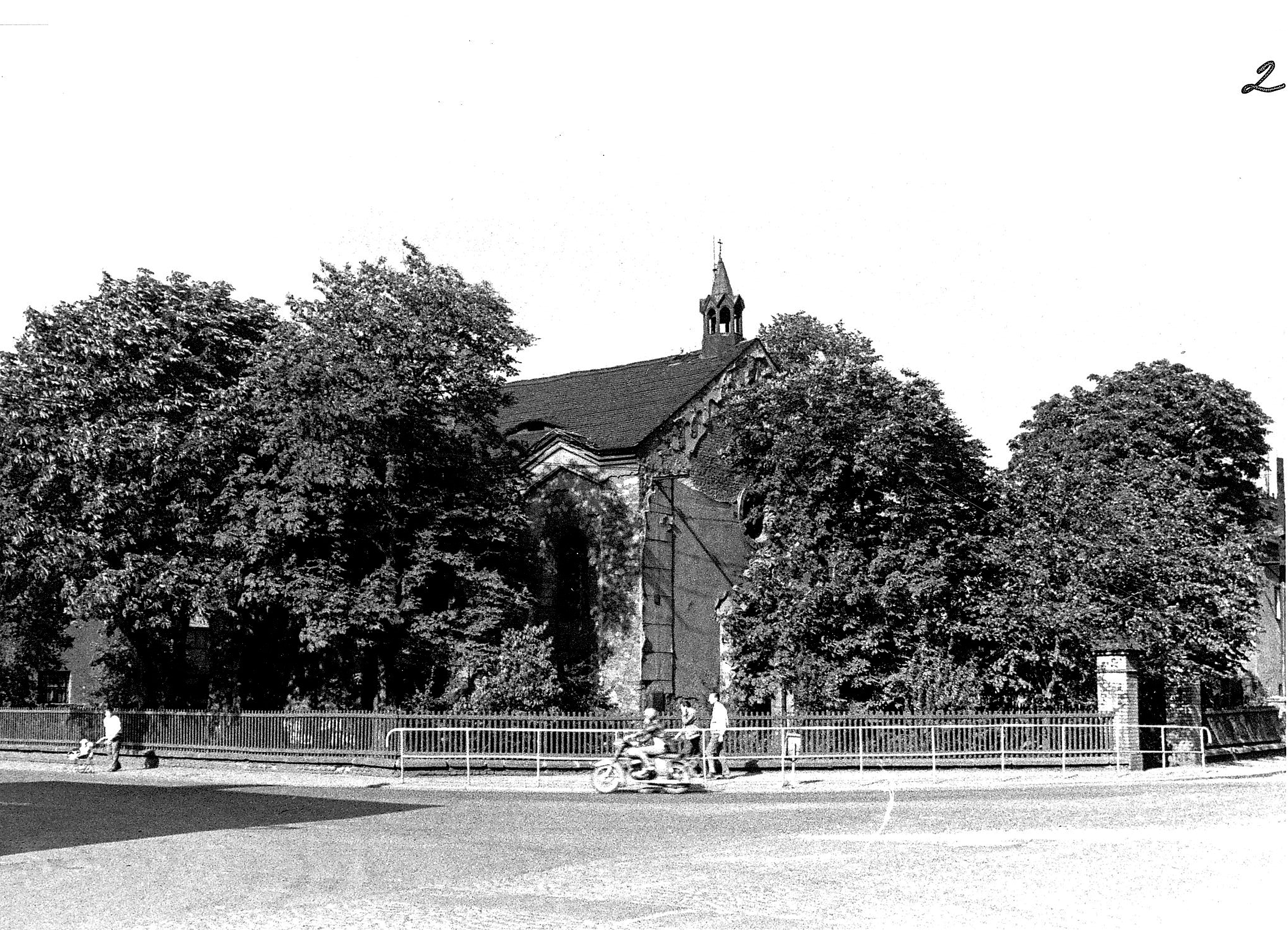
Kaple svaté Anny

- Kaple svaté Anny, postavená původně roku 1701 na popud Ferdinanda z Lobkovic. V roce 1838 zbourána a 1846 vybudována pseudogotická kaple.
- Empírová kaple z 19. století na hřbitově
- Morový sloup z osmdesátých let 17. století přemístěný do Vtelna